# Monika Brunert-Jetter

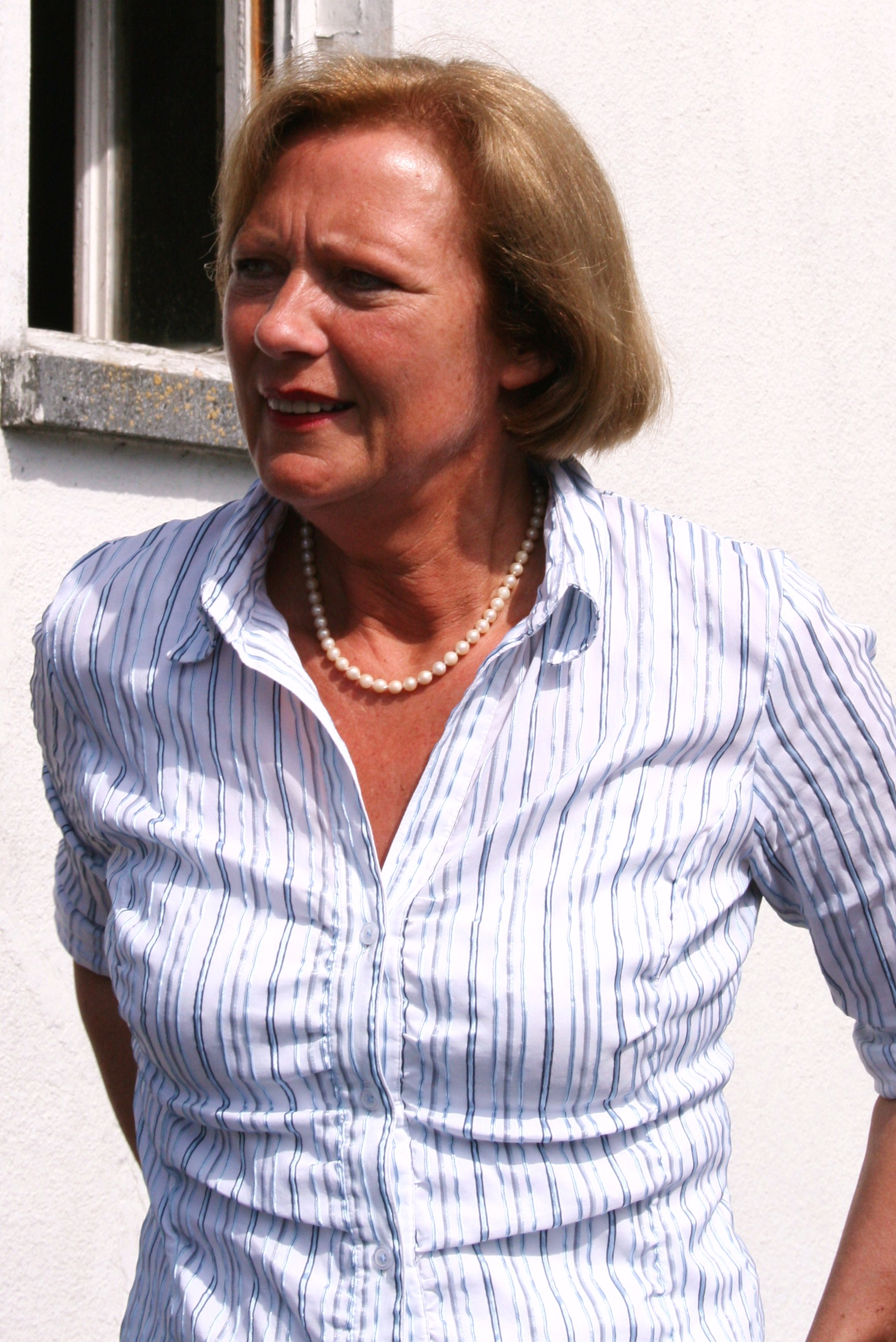
Monika Brunert-Jetter (2010)

Monika Brunert-Jetter (* 17. November 1955 in Wennemen; † 6. September 2017) war eine deutsche Politikerin (CDU). Sie war von 1995 bis 2012 Mitglied des Landtags von Nordrhein-Westfalen.

## Leben
Monika Brunert-Jetter arbeitete vor ihrem Landtagsmandat als Bibliothekarin. Neben der Politik war sie seit 2006 Präsidentin des Verbandes der Bibliotheken NRW. Zudem war sie Mitglied im Landesvorstand der Schutzgemeinschaft Deutscher Wald NRW sowie Mitglied im Kuratorium der Kunststiftung NRW. Des Weiteren war sie im Freundeskreis der Abtei Königsmünster wie auch im Beirat der Oberstufenakademie der Abtei, einer Initiative zur Weiterbildung von Oberstufenschülern der Region, aktiv.
Sie war verheiratet und hatte drei Kinder. Brunert-Jetter starb im September 2017 nach langer, schwerer Krankheit.

## Politik
Brunert-Jetter trat 1974 der CDU bei und war von 1974 bis 1976 Vorsitzende der Jungen Union im Ortsverband der ehemaligen Gemeinde Calle. Von 1988 bis 2000 war sie stellvertretende Vorsitzende des CDU-Stadtverbandes Meschede und von 1996 bis 2005 stellvertretende Vorsitzende der CDU im Hochsauerlandkreis sowie von 1997 bis 2011 stellvertretende Vorsitzende im CDU-Bezirk Südwestfalen (vormals CDU Bezirk Sauer-Siegerland). Seit 2001 war sie Mitglied des Landesvorstandes der CDU Nordrhein-Westfalen.
Von 1989 bis 2004 war sie Mitglied des Rates der Stadt Meschede.
Bei der Landtagswahl 1995 zog sie am 1. Juni für den Landtagswahlkreis Hochsauerlandkreis III – Siegen-Wittgenstein I in den 12. Landtag von Nordrhein-Westfalen ein. Diesen Wahlerfolg wiederholte sie bei den Landtagswahlen im Jahr 2000 und gewann für den Wahlkreis wieder das Direktmandat.
Nach der Neuordnung der Landtagswahlkreise zur Landtagswahl in Nordrhein-Westfalen 2005 erlangte sie im neu gebildeten Wahlkreis Siegen-Wittgenstein II, der die Gemeinden Bad Berleburg, Bad Laasphe, Erndtebrück, Hilchenbach, Kreuztal, Netphen und Wilnsdorf umfasst, das Direktmandat. Bei der Landtagswahl in Nordrhein-Westfalen 2010 zog sie wieder für den Wahlkreis Siegen-Wittgenstein II direkt in den Landtag ein, verpasste jedoch bei der vorgezogenen Landtagswahl 2012 den Wiedereinzug in den Landtag und unterlag SPD-Kandidat Falk Heinrichs.
In der 15. Wahlperiode war sie Sprecherin der CDU-Fraktion im Kulturausschuss und gehörte dem Ausschuss für Klimaschutz, Umwelt, Landwirtschaft, Natur- und Verbraucherschutz an.